# Lisa Marie
Lisa Marie, all'anagrafe Lisa Marie Smith (Piscataway Township, 5 dicembre 1968), è un'attrice e modella statunitense.

## Biografia
Nata nel New Jersey, è stata allevata dal padre e dai nonni. Ha studiato ballo per otto anni al New Jersey Ballet e ha imparato a suonare il pianoforte. A 15 anni si è trasferita a New York per studiare teatro, danza e musica. Ha posato come modella per Robert Mapplethorpe ed è stata scelta per la pubblicità del profumo Obsession, di Calvin Klein, realizzata dal fotografo Bruce Weber.
È stata compagna del regista Tim Burton, dal quale ha ottenuto diverse parti secondarie nei suoi film, come in Ed Wood, film in cui interpreta la procace Vampira, in Mars Attacks!, dove è distinguibile nei panni dell'aliena con la parrucca, e ne Il mistero di Sleepy Hollow, pellicola in cui veste i panni della madre di Ichabod Crane. Ha cantato nel brano Something Jumping's In Your Shirt con Malcolm McLaren, pubblicato nell'album Waltz Darling e come singolo nel 1989.

## Filmografia
- Alice, regia di Woody Allen (1990)
- Ed Wood, regia di Tim Burton (1994)
- Mars Attacks!, regia di Tim Burton (1996)
- Delitti d'autore (Frogs for Snakes), regia di Amos Poe (1998)
- Oltre il limite (If... Dog... Rabbit), regia di Matthew Modine (1999)
- Tail Lights Fade, regia di Malcolm Ingram (1999)
- Il mistero di Sleepy Hollow (Sleepy Hollow), regia di Tim Burton (1999)
- Chasing the Dragon, regia di Alexander Samaan (2000)
- The Beatnicks, regia di Nicholson Williams (2001)
- Planet of the Apes - Il pianeta delle scimmie (Planet of the Apes), regia di Tim Burton (2001)
- Le streghe di Salem (The Lords of Salem), regia di Rob Zombie (2012)
- La casa dell'orrore (We Are Still Here), regia di Ted Geoghegan (2015)
- Dominion, regia di Richard Lowry (2015)
- Beauty in the Broken, regia di Max Leonida (2015)

### Televisione
- Miami Vice (1988) - episodio 4x14
- Breast Men, regia di Lawrence O'Neil (1997)

## Discografia

### Singoli
- 1989 - Something's Jumpin' In Your Shirt (con Malcolm McLaren & The Bootzilla Orchestra)

### Collaborazioni
- 1989 - Malcolm McLaren Waltz Darling, nel brano Something's Jumpin' In Your Shirt

## Doppiatrici italiane
In Italia Lisa Marie è stata doppiata da:
- Cinzia De Carolis in Ed Wood
- Claudia Razzi in Planet of the Apes - Il pianeta delle scimmie